# わすれじのレイド・バック
「わすれじのレイド・バック」は、サザンオールスターズの楽曲。10作目のシングルとして、Invitationから7インチレコードで1980年7月21日に発売された。
1988年6月25日と1998年2月11日に8cmCDとして、2005年6月25日には12cmCDで再発売されている。2014年12月17日からはダウンロード配信、2019年12月20日からはストリーミング配信が開始されている。

## 背景・制作
5か月連続でシングルリリースする「FIVE ROCK SHOW」第5弾で、本作によって「FIVE ROCK SHOW」は完結した。しかし、レコーディング期間中に腹痛を訴えていた原由子の病気が卵巣嚢腫と判明したため、体調不良としてレコーディングには参加していない。クレジットには「原由子＝Mind...」と記載されている。原本人はこのクレジットを読んだ際に感動して泣いた旨を著書に記載している。本作ではキーボードを奥慶一、コーラスをマナが担当している。8cmCD再発ではこのクレジットは省略されていたが、2005年の12cmCD再発時には復活掲載されている。

## 収録曲
- 収録時間：9:43

1. わすれじのレイド・バック (4:55)
（作詞・作曲：桑田佳祐 / 編曲：サザンオールスターズ）
歌詞は男女の情事を描いた表現がある。曲調はスティール・ギター、マンドリンの音色が響くカントリーロック調のものになっている[3]。
2. FIVE ROCK SHOW (4:47)
（作詞・作曲：桑田佳祐 / 編曲：サザンオールスターズ）
FIVE ROCK SHOWの総集編となっている[3]。

## 参加ミュージシャン
- 桑田佳祐:Vocal, Guitar etc.(#1,2)
- 大森隆志:Guitar, Chorus etc.(#1,2)
- 原由子:Mind･･･
- 関口和之:Bass, Vocal etc.(#1,2)
- 松田弘:Drums, Vocal etc.(#1,2)
- 野沢秀行:Percussion, Vocal etc.(#1,2)

- わすれじのレイド・バック
  - 奥慶一:Keyboards
  - マナ:Chorus

## 収録アルバム
| 曲名                     | 作品名                                    | 備考                                             |
| ------------------------ | ----------------------------------------- | ------------------------------------------------ |
| わすれじのレイド・バック | アーリー・サザンオールスターズ            | カセットテープのみの販売のため、現在は廃盤作品。 |
| わすれじのレイド・バック | SOUTHERN ALL STARS BEST ONE '82           | カセットテープのみの販売のため、現在は廃盤作品。 |
| わすれじのレイド・バック | バラッド '77〜'82                         |                                                  |
| わすれじのレイド・バック | すいか SOUTHERN ALL STARS SPECIAL 61SONGS | 数量限定販売のため、現在は廃盤作品。             |
| FIVE ROCK SHOW           | アーリー・サザンオールスターズ            | カセットテープのみの販売のため、現在は廃盤作品。 |

## ミュージック・ビデオ収録作品
| 曲名                     | 作品名 |
| ------------------------ | ------ |
| わすれじのレイド・バック | 未収録 |
| FIVE ROCK SHOW           | 未収録 |

## ライブ映像作品
| 曲名                     | 作品名                                                                                                  |
| ------------------------ | --- |
| わすれじのレイド・バック | SUMMER LIVE 2003「流石だスペシャルボックス」胸いっぱいの “LIVE in 沖縄” & 愛と情熱の “真夏ツアー完全版” |
| わすれじのレイド・バック | LIVE TOUR 2019 “キミは見てくれが悪いんだから、アホ丸出しでマイクを握ってろ!!” だと!? ふざけるな!!       |
| FIVE ROCK SHOW           | 未収録                                                                                                  |